# Ferney-Voltaire
Ferney-Voltaire és un municipi francès situat en el departament de l'Ain. La ciutat es troba a la frontera amb Suïssa i forma part de l'aglomeració de Ginebra.
Ferney, inicialment Fernex, va canviar el seu nom pel de Ferney-Voltaire el 1878 en homenatge a Voltaire, que hi va residir de 1755 endavant. Quan hi va arribar, el poble amb prou feines comptava una centena d'habitants. Voltaire va sanejar les zones pantanoses i va fer construir el castell, l'església i nombroses cases, convidant artistes perquè s'hi instal·lessin. Quan Voltaire va morir el 1778, Ferney comptava ja amb 1.000 habitants.
Ferney és visitat avui en dia pel seu castell de Voltaire, adquirit per França el 1998.
El cantó té 8 municipis i 28.000 habitants.
Devem a Fréderic Lenormand una novel·la que té Ferney de decorat, basat en una anècdota històrica. Voltaire va acollir una descendent de Pierre Corneille enfonsada en la misèria i l'educà segons els seus principis filosòfics, amb la intenció de fer-ne una veritable filla dels llums.

## Demografia
| Evolució de la població |      |      |      |      |      |      |      |      |
| 1793                    | 1800 | 1806 | 1821 | 1831 | 1836 | 1841 | 1846 | 1851 |
| -                       | -    | -    | -    | -    | -    | -    | -    | -    |

| 1856 | 1861 | 1866 | 1872 | 1876 | 1881 | 1886 | 1891 | 1896 |
| ---- | ---- | ---- | ---- | ---- | ---- | ---- | ---- | ---- |
| -    | -    | -    | -    | -    | -    | -    | -    | -    |

| 1901 | 1906 | 1911 | 1921 | 1926 | 1931 | 1936 | 1946 | 1954 |
| ---- | ---- | ---- | ---- | ---- | ---- | ---- | ---- | ---- |
| -    | -    | -    | -    | -    | -    | -    | -    | -    |

| 1962 | 1968 | 1975 | 1982 | 1990 | 1999 | 2006 | 2011 | 2016 |
| ---- | ---- | ---- | ---- | ---- | ---- | ---- | ---- | ---- |
| 1805 | 2984 | 5642 | 6399 | 6408 | 7083 | -    | -    | -    |

| 2019 | - | - | - | - | - | - | - | - |
| ---- | - | - | - | - | - | - | - | - |
| -    | - | - | - | - | - | - | - | - |

## Llocs d'interès
- El castell de Voltaire.
- Les instal·lacions de l'Organització Europea per a la Recerca Nuclear amb el major laboratori d'investigació en física de partícules a nivell mundial.

## Imatges

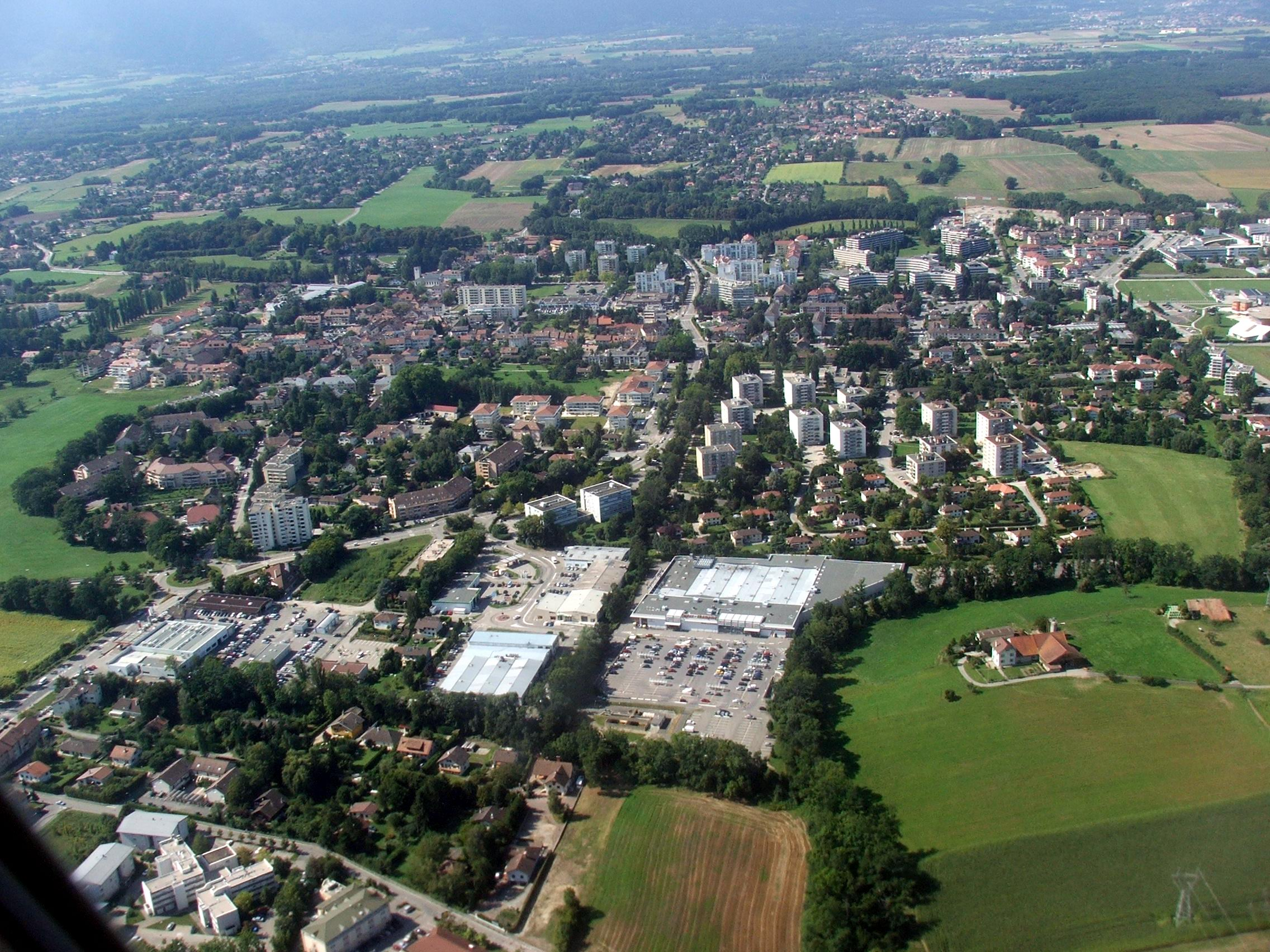
Panoràmica.
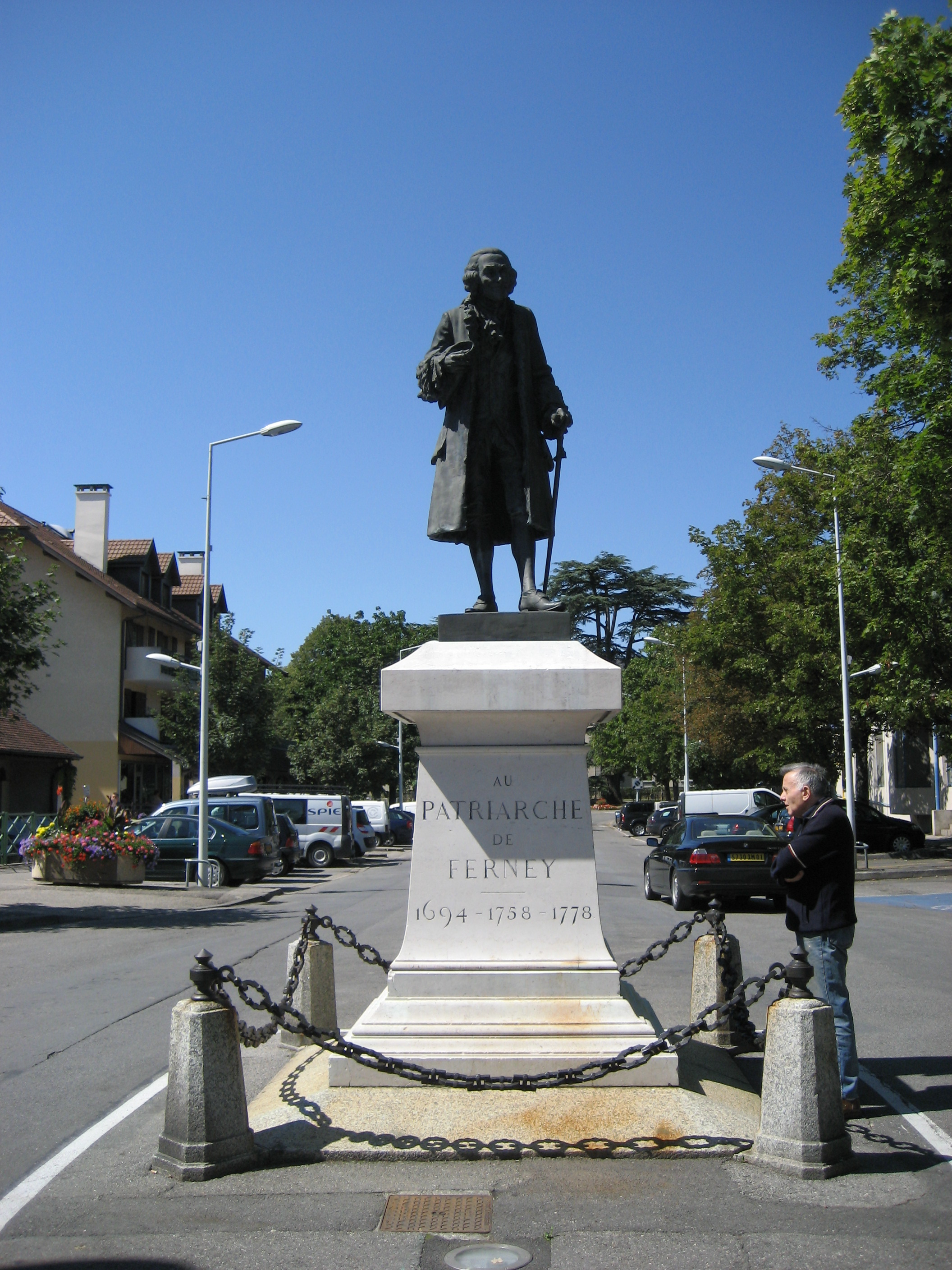
Estàtua de Voltaire.
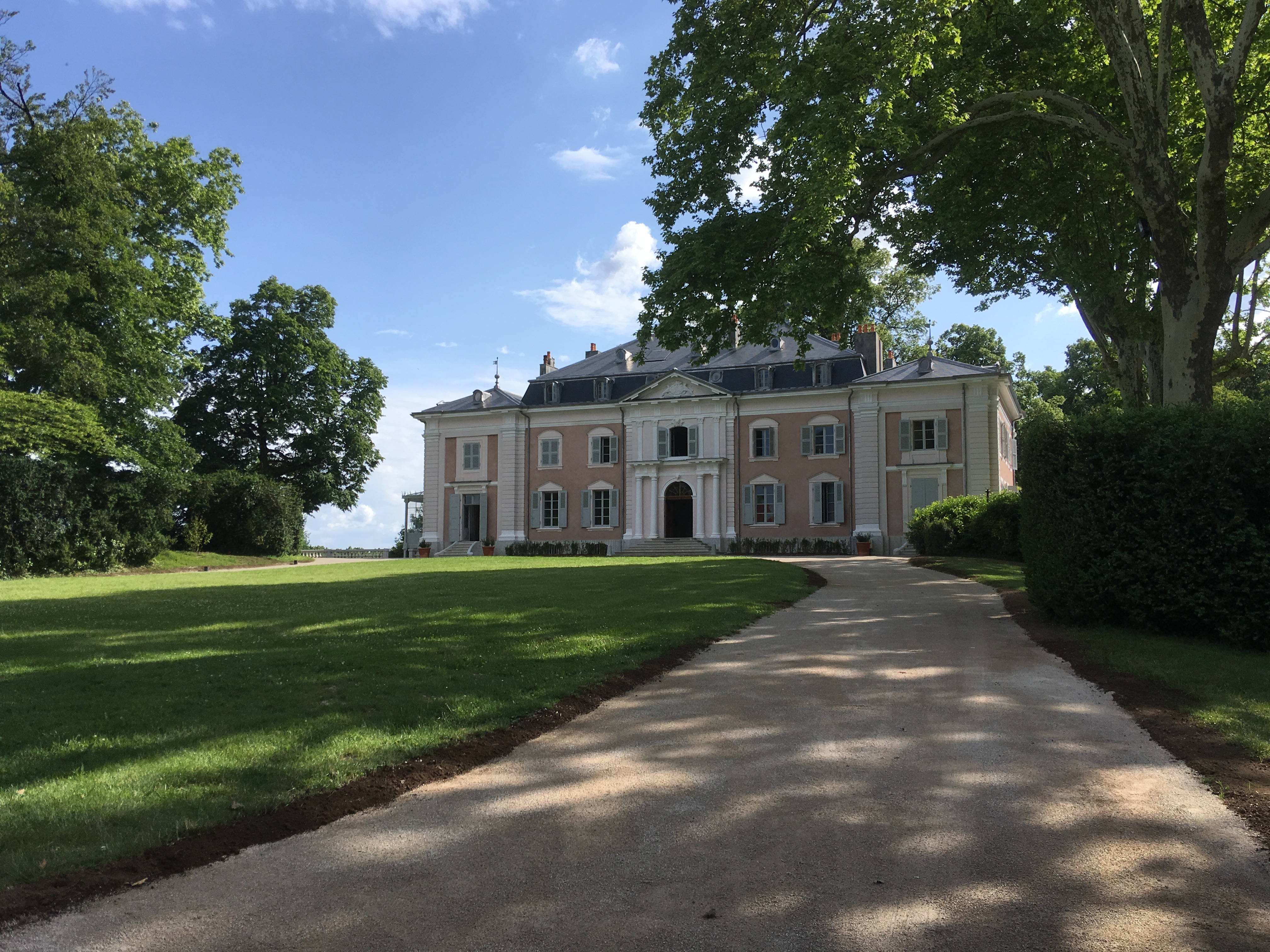
Castell de Voltaire.
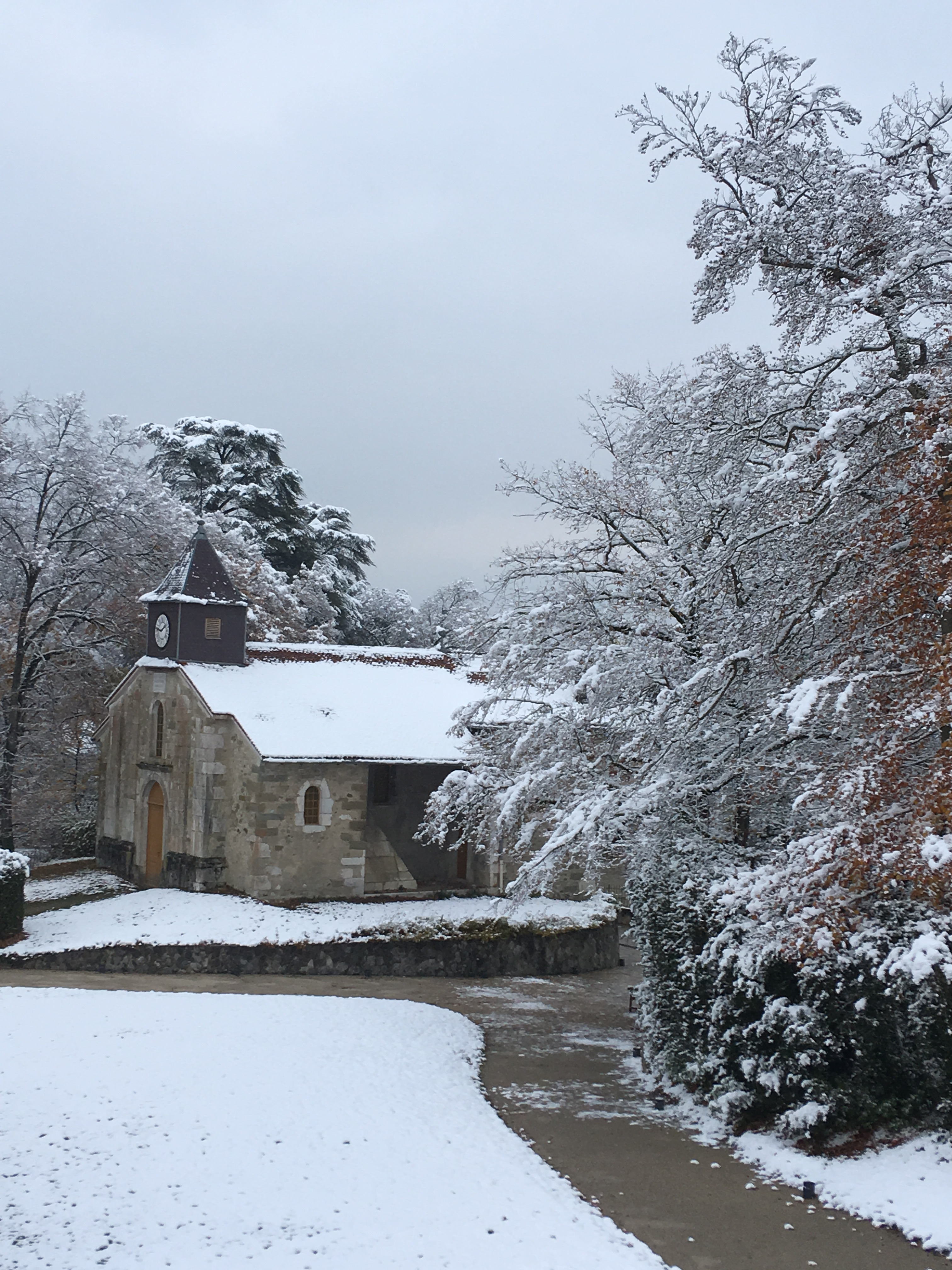
Capella situada al parc del castell de Voltaire.